# 콘코르디아플라츠

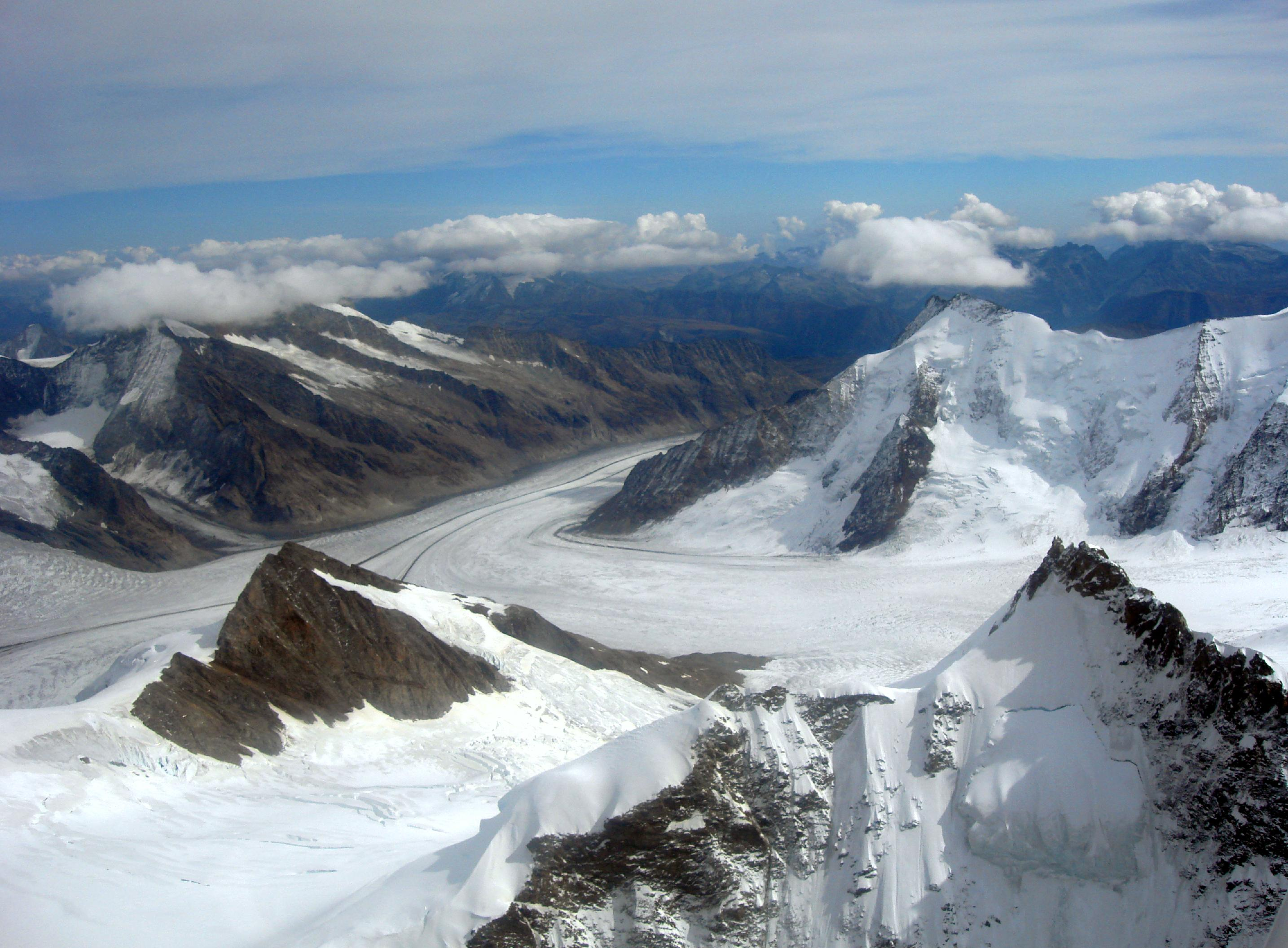
융프라우피른과 그로세 알레치피른이 만나는 알레치 빙하의 공중 풍경. 수평선상에 있는 발레 알프스 봉우리들

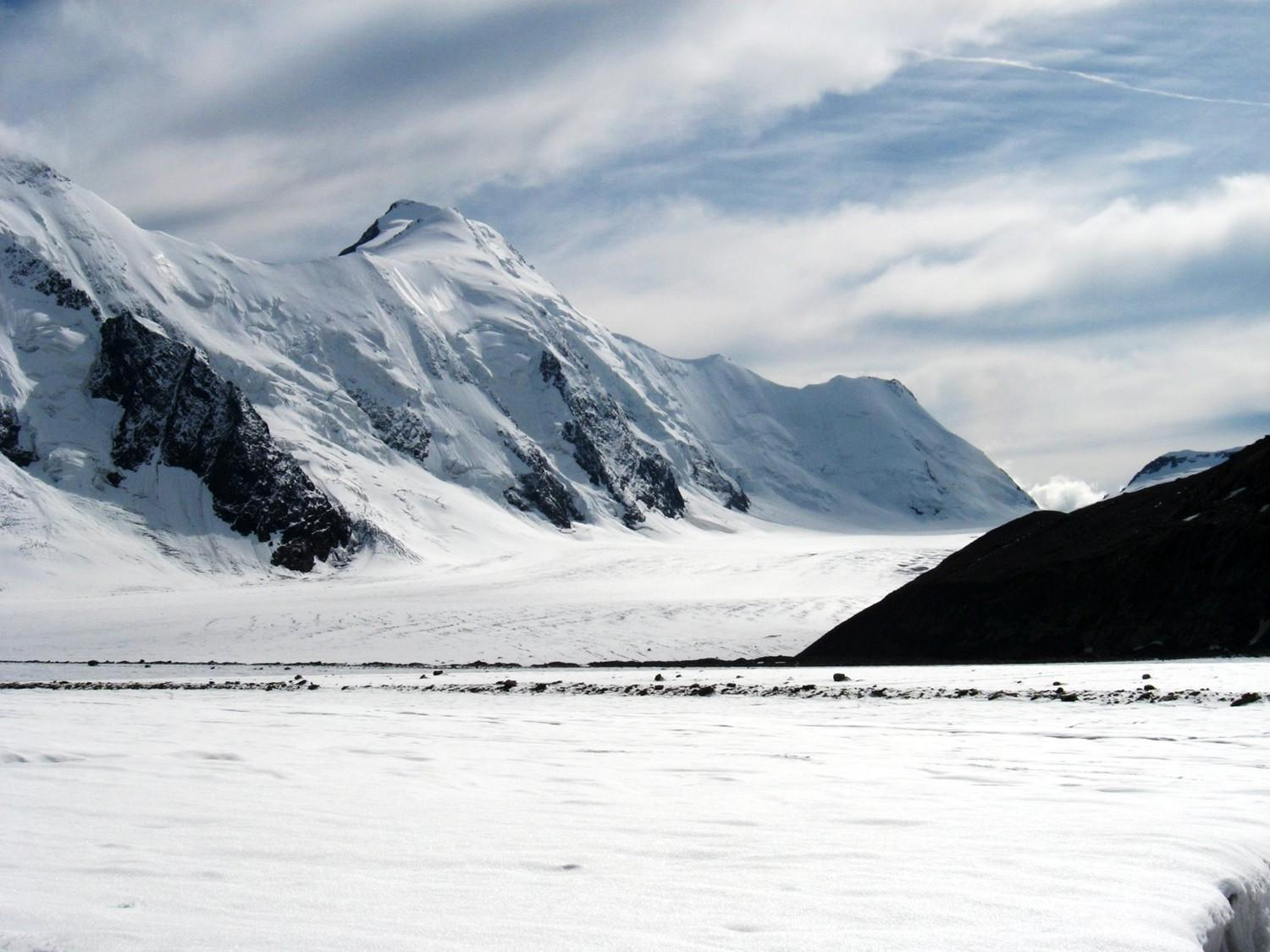
콘코르디아에서 알레취호른 방면 전망

콘코르디아플라츠(독일어: Konkordiaplatz, 프랑스어: Place de la Concorde)는 스위스 발레주의 베른 알프스에 있는 융프라우 바로 남쪽에 있는 눈과 얼음의 넓은 평평한 지역이다. 그것의 주목할만한 특징은 그것이 알레취피른, 융프라우피른, 에비크쉬네펠트(Ewigschneefäld) 및 그뤼네크피른(Grüneggfirn)에서 내려오는 4개의 큰 빙하의 교차점이라는 것이다. 주요 알레치 빙하는 콘코르디아플라츠에서 시작된다. 콘코르디아플라츠 헌장 융프라우-알레취 보호 구역 유네스코 세계문화유산에 위치한 지자체가 지역의 미적 아름다움을 유지하기 위해 서명했다.

## 명명
콘코르디아는 하모니를 뜻하는 라틴어로 문자 그대로 ‘(하나의) 마음으로’이다. 그것은 합의, 이해 및 결혼 조화의 로마 여신의 이름이었다. 영국의 등반가인 존 프레데리크 하디(John Frederick Hardy)는 여러 빙하의 수렴에 대해 Place de la Concorde of Nature라는 이름을 붙였다.
콘코르디아라는 이름은 카라코람의 콘코르디아 또는 남극대륙의 콘코르디아역과 같이 둘 이상의 빙하가 만나는 다른 장소 또는 큰 빙하 지역에 주어졌다.

## 지리
콘코르디아플라츠는 약 2k㎡의 면적을 차지하는 2,700~2,800m의 고도에 위치하고 있다. ETHZ의 측정에 따르면 눈과 얼음의 두께는 900m 이상이다. 드라이크호른(Dreieckhorn, 남쪽), 피셔 가벨호른(Fiescher Gabelhorn, 동쪽), 그륀호른(Grünhorn, 북동쪽), 크란츠베르크(Kranzberg, 융프라우의 하위 봉우리) 및 트루크베르크(Trugberg, 북쪽)로 둘러싸여 있다.
콘코르디아플라츠에서 빙하의 속도는 연간 약 200m 또는 하루 50cm이다.
이 지역은 사람이 전혀 살지 않지만, 콘코르디아 산장은 빙하 위의 그로스 바넨호른 서쪽 경사면에 있다.